# Angel Perkins
Angel Perkins (* 5. Oktober 1984 in Gardena, Kalifornien) ist eine ehemalige US-amerikanische Leichtathletin, die sich auf den Sprint spezialisiert hat. Ihren größten sportlichen Erfolg feierte sie mit dem Gewinn der Bronzemedaille mit der US-amerikanischen 4-mal-400-Meter-Staffel bei den Hallenweltmeisterschaften 2008 in Valencia.

## Sportliche Laufbahn
Angel Perkins wuchs in Cerritos in Kalifornien auf und sammelte bereits früh erste internationale Erfahrungen. 2001 siegte sie in 23,07 s im 200-Meter-Lauf bei den Jugendweltmeisterschaften in Debrecen und sicherte sich dort in 2:03,83 min auch die Goldmedaille mit der US-amerikanischen Sprintstaffel (1000 Meter). 2002 begann sie ein Studium an der University of Arizona und im Jahr darauf gewann sie bei den Panamerikanischen Juniorenmeisterschaften in Bridgetown in 52,76 s die Silbermedaille im 400-Meter-Lauf und siegte mit der 4-mal-400-Meter-Staffel in 3:34,08 min. 2007 belegte sie bei den NACAC-Meisterschaften in San Salvador in 54,02 s den fünften Platz über 400 Meter und anschließend gewann sie bei den Panamerikanischen Spielen in Rio de Janeiro in 3:27,84 min gemeinsam mit Debbie Dunn, Latonia Wilson und Nicole Leach die Bronzemedaille hinter den Teams aus Kuba und Mexiko. Im Jahr darauf startete sie mit der Staffel bei den Hallenweltmeisterschaften in Valencia und gewann dort in 3:29,30 min gemeinsam mit Miriam Barnes, Shareese Woods und Moushaumi Robinson die Bronzemedaille hinter den Teams aus Russland und Belarus. Sie setze ihre Karriere ohne weitere Meisterschaftsteilnahmen bis 2013 fort und versuchte 2016 ein Comeback, ehe sie ihre aktive Laufbahn im Alter von 31 Jahren endgültig beendete.

## Persönliche Bestzeiten
- 200 Meter: 23,07 s (0,0 m/s), 15. Juli 2001 in Debrecen
  - 200 Meter (Halle): 23,59 s, 11. März 2001 in New York City
- 400 Meter: 51,73 s, 22. Juni 2007 in Indianapolis
  - 400 Meter (Halle): 53,25 s, 11. März 2001 in New York
- 400 m Hürden: 56,08 s, 28. Juni 2008 in Eugene